# Magnitudine (astronomie)

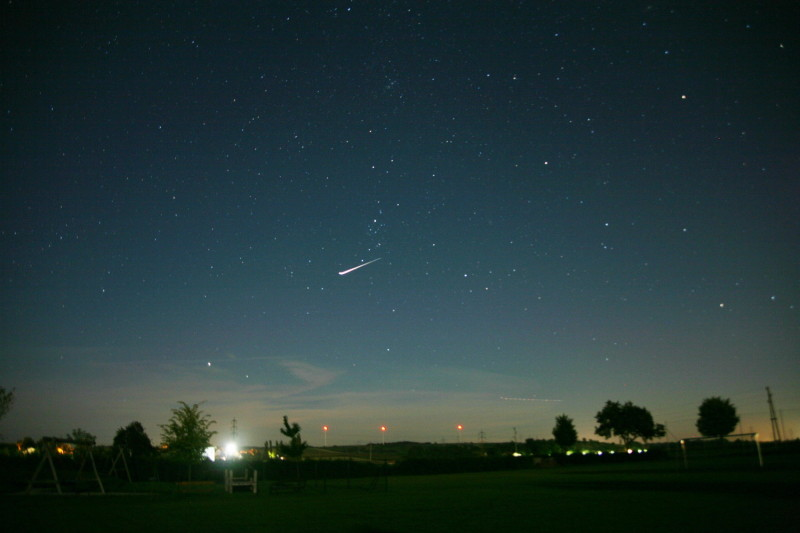
Surse de lumină de diferite magnitudini.

În astronomie, magnitudinea este o măsură a luminozității unui obiect într-un interval spectral definit. O determinare sistematică, dar imprecisă, a magnitudinii obiectelor a fost introdusă în antichitate de Hipparchus.
Valorile magnitudinii nu au unitate. Scara este logaritmică și este definită astfel încât o stea de magnitudinea 1 este exact de 100 de ori mai strălucitoare decât una de magnitudinea 6. Astfel, fiecare pas de o magnitudine corespunde unui factor de aproximativ 2,512 (a cincea rădăcină a lui 100) mai strălucitor decât magnitudinea imediat superioară. Cu cât un obiect pare mai luminos, cu atât valoarea magnitudinii sale este mai mică, obiectele cele mai luminoase având valori negative.

O ilustrare a surselor de lumină de la magnitudinea 1 la 3,5, în trepte de 0,5.

Astronomii folosesc două definiții diferite ale magnitudinii: magnitudinea aparentă și magnitudinea absolută. Magnitudinea aparentă (m) este luminozitatea unui obiect și depinde de luminozitatea intrinsecă a acestuia, distanța față de observator și de atenuarea luminii. Magnitudinea aparentă poate fi și măsurată în unități fotometrice, precum lux. Magnitudinea absolută (M) descrie luminozitatea intrinsecă emisă de obiect și este definită ca magnitudinea aparentă pe care ar avea-o obiectul dacă ar fi plasat la o distanță fixă, de 10 parseci pentru stele. Pentru planete și corpuri mici din Sistemul Solar, magnitudinea absolută are o definiție mai complexă, bazată pe luminozitatea la o unitate astronomică față de observator și Soare.
Soarele are o magnitudine aparentă de −27, iar Sirius, cea mai strălucitoare stea vizibilă noaptea, −1,46. Venus la maximul strălucirii sale are magnitudinea −5. Stația Spațială Internațională (ISS) ajunge uneori la magnitudinea −6. În zone cu cer întunecat, se pot vedea cu ochiul liber stele de magnitudinea 6 sau mai slab vizibile.